# Hodowla roślin

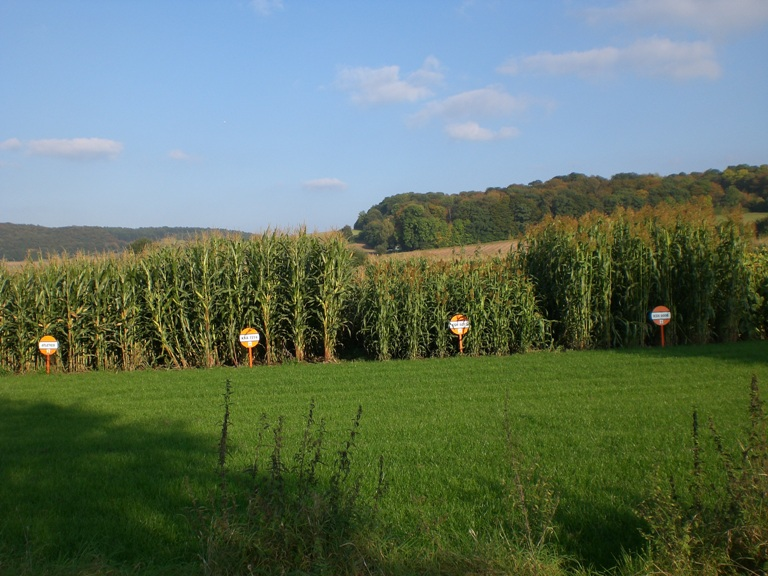
Doświadczalne poletka z kukurydzą

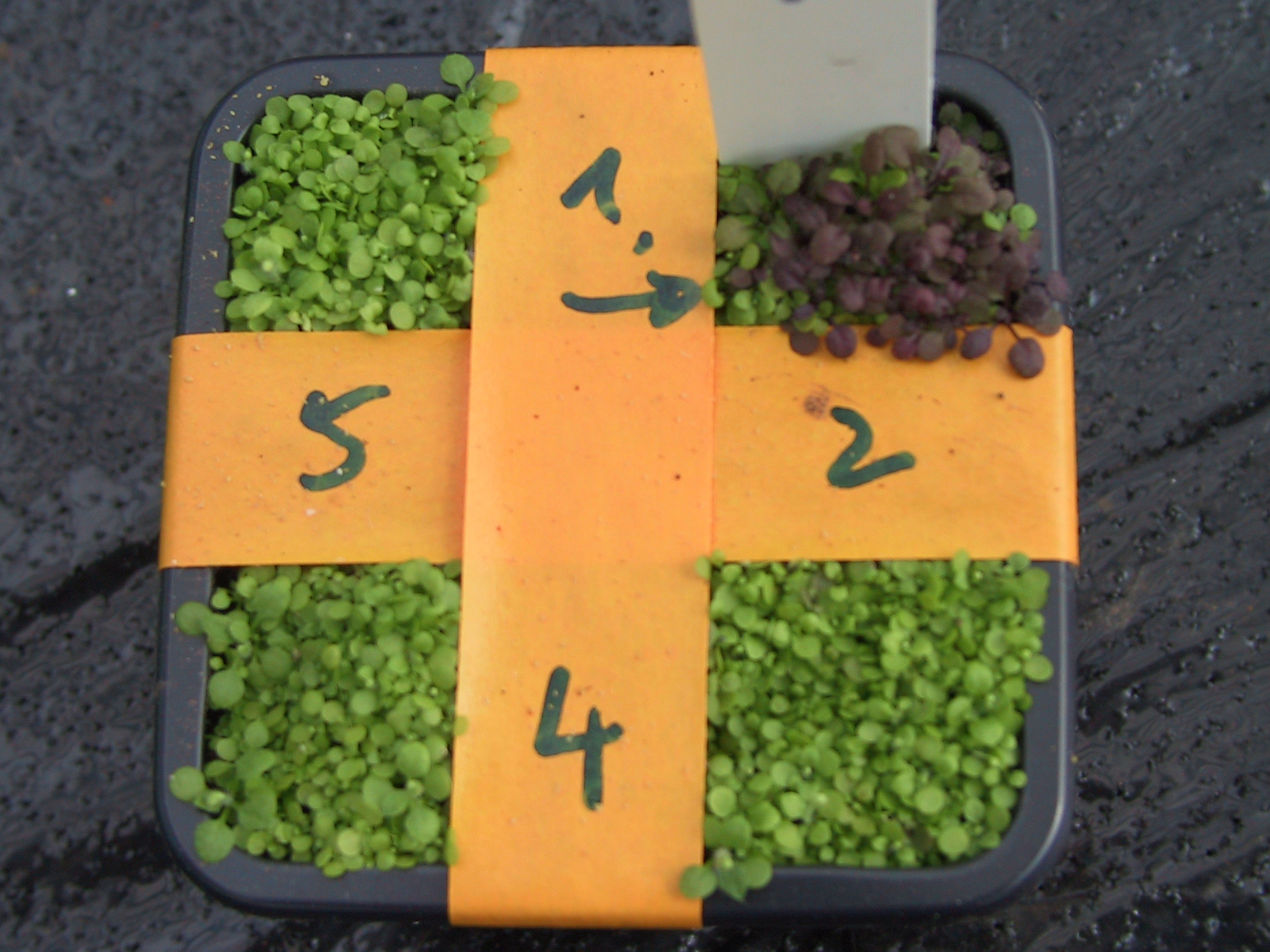
Doświadczalna uprawa doniczkowa

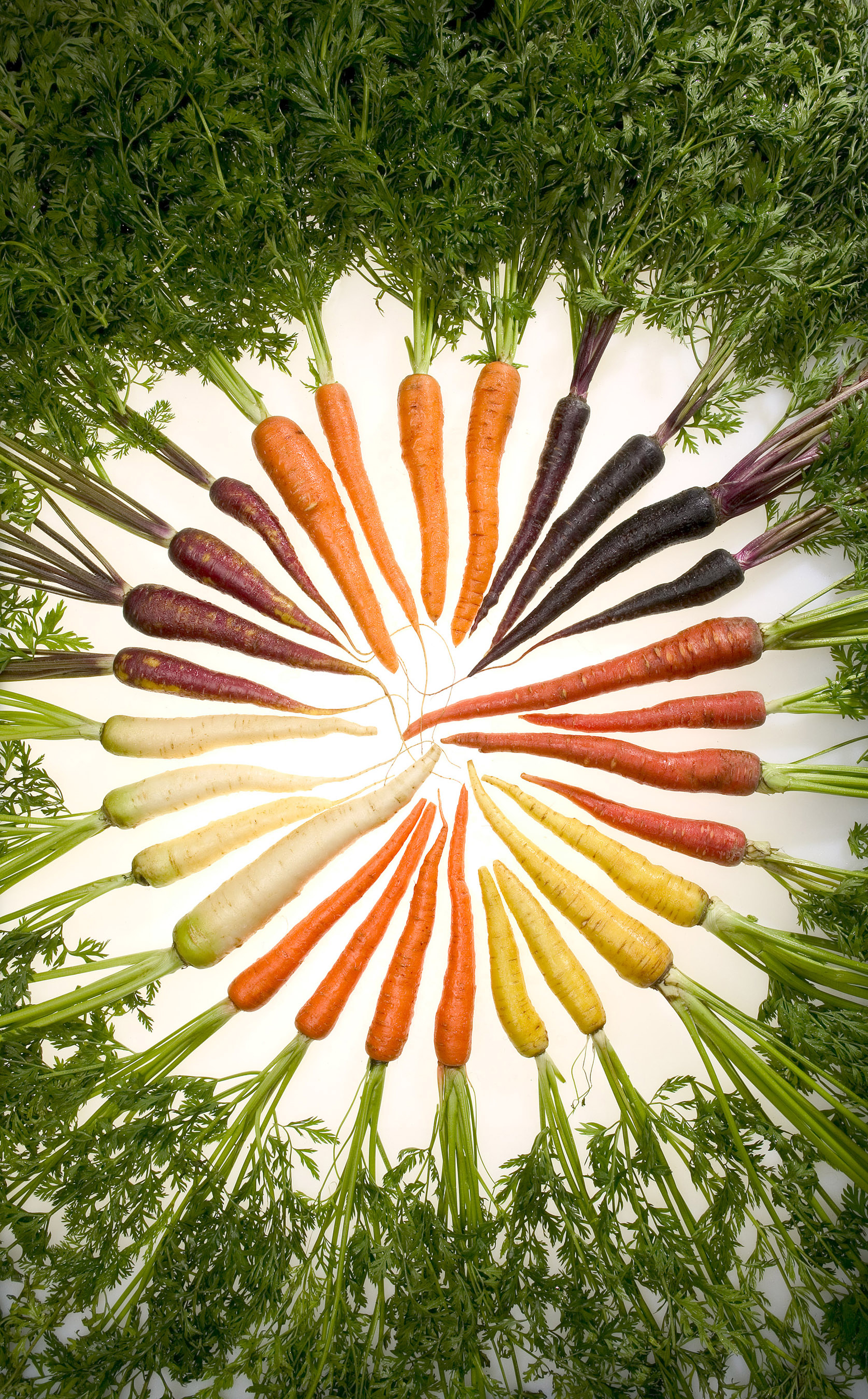
Różne odmiany marchwi

Hodowla roślin jest nauką traktującą o polepszaniu cech dziedzicznych u roślin uprawnych, obejmującą również praktyczne działania, których celem jest wytworzenie odmian lepszych jakościowo i plenniejszych.
Większość nauk rolniczych cechuje dążenie do zwiększenia plonów poprzez zmianę i stwarzanie
warunków środowiskowych optymalnych dla danej rośliny, natomiast hodowla roślin, oprócz podobnych celów, dąży także do zmiany samej rośliny tak aby, zgodnie z potrzebą hodowcy, była jak najlepiej przystosowana do istniejących warunków środowiskowych i przez to dawała możliwie duży i dobrej jakości plon.

## Rozwój hodowli roślin
Ulepszaniem roślin zajmowano się praktycznie od czasów najdawniejszych, jednakże nie miało ono oparcia na podstawach naukowych. Prawdziwy przełomowy moment w rozwoju hodowli roślin nastąpił, gdy wartość potomstwa zaczęła decydować o wyborze rośliny (1856, Louis de Vilmorin), dzięki czemu wpływ środowiska na daną populację został oddzielony od cech dziedzicznych rośliny.
Naukową hodowlę roślin w Polsce zainicjował W. Popłowski około roku 1860, wprowadzając nową odmianę pszenicy (Sarnowską). Nieco później, na przełomie wieku XIX i XX następuje u nas szybki rozwój nauki i prac hodowlanych.
Jeżeli chodzi o współczesność, hodowla roślin opiera się głównie na znajomości praw genetyki, czerpiąc jednocześnie korzyści z wielu dziedzin naukowych, takich jak cytologia, fizjologia roślin, biochemia, biometria, uprawa roślin czy fitopatologia.

## Rodzaje hodowli
Obecnie rozróżnić możemy twórczą hodowlę roślin oraz zachowawczą hodowlę roślin.
Głównym celem twórczej hodowli roślin jest kreowanie nowych odmian roślin. W tym celu stosuje się przeróżne metody, często skomplikowane, zależne od sposobu, w jaki roślina się rozmnaża, np. samopylność, obcopylność, rozmnażanie generatywne lub wegetatywne a także od sposobu, w jaki roślina dziedziczy cechy, będące źródłem zainteresowania hodowcy, np. dziedziczenie proste, złożone, heterozja.
Najprostszą a zarazem najstarszą ze stosowanych metod hodowli twórczej jest selekcja. Z lepszych metod, dających doskonałe rezultaty, możemy wyróżnić hodowlę rekombinacyjną, pozwalającą dzięki krzyżowaniu na połączenie w potomstwie korzystnych cech form rodzicielskich. Podstawą dla obydwóch tych metod jest występowanie dziedzicznej zmienności w populacjach roślinnych o dużej liczebności.
Zjawisko heterozji, czyli bujności mieszańców, wykorzystuje się w hodowli np. mieszańcowych odmian kukurydzy. Oprócz tego dla celów hodowlanych wykorzystać można otrzymywane w sposób sztuczny mutanty roślinne, w tym także poliploidy.
Z nowymi możliwościami dla hodowli roślin wiążą się prowadzone obecnie na szeroką skalę badania z zakresu inżynierii genetycznej i chromosomowej. Dzięki nim istnieje możliwość wprowadzania dowolnych odcinków łańcucha DNA z jednej rośliny do innej, bez względu na gatunek. Istnieją metody przenoszenia informacji genetycznych z DNA w obrębie roślin wyższych dzięki wektorom genetycznym. Oznacza to możliwość rozszerzania zmienności poza zamknięty do tej pory krąg roślin mogących się krzyżować.
Zachowawcza hodowla roślin dąży do utrzymania uzyskanych odmian na jak najwyższym poziomie. Obejmuje takie dziedziny jak nasiennictwo, czyli produkcję materiału siewnego z uprawianych odmian. Odmiany poszczególnych gatunków można dopuścić lub wycofać z uprawy, także ustalić ich procentowy udział w uprawie w różnych częściach kraju, wymienić na inne, bądź ocenić w warunkach polowych, dzięki wynikom doświadczeń polowych opracowywanych przez Centralny Ośrodek Badania Odmian Roślin Uprawnych – COBORU.

## Instytucje
Prace naukowo-badawcze dotyczące hodowli roślin prowadzone są zwłaszcza w Instytucie Hodowli i Aklimatyzacji Roślin-Państwowym Instytucie Badawczym (IHAR-PIB) w Radzikowie koło Warszawy oraz w innych instytutach branżowych podległych Ministerstwu Rolnictwa i Gospodarki Narodowej oraz Ministerstwu Nauki i Szkolnictwa Wyższego.

## Metody hodowlane
Sposób wykonywania prac selekcyjnych prowadzących do otrzymania wyrównanej linii, a przez to nowej odmiany to metoda hodowlana. Nowa odmiana rejestrowana przez COBORU musi być odrębna (różnić się co najmniej jedną cechą od innej powszechnie znanej odmiany), wyrównana (jednolita względem swoich właściwości) oraz trwała (właściwości nie zmieniają się po jej rozmnożeniu).
W początkowym okresie udomowienia roślin selekcja stanowiła jedyną metodę ich doskonalenia. Obecnie rzadko występuje samodzielnie ze względu na fakt, że odmiany uprawne są wysoce jednorodne, a skuteczność selekcji uzależniona jest od różnorodności genetycznej populacji. W celu rozszerzenia zakresu zmienności genetycznej stosuje się przede wszystkim krzyżowanie. Do powstania nowej odmiany prowadzi bardzo niewiele przeprowadzonych krzyżowań, dlatego konieczne jest wykonanie wielu kombinacji krzyżówkowych.

### Hodowla roślin samopylnych
Proces hodowlany obejmujący krzyżowanie prowadzi do powstania wyrównanych, homozygotycznych linii (odpowiednik rodu u roślin obcopylnych). Odmiany roślin samopylnych to odmiany liniowe.

#### Metody hodowli roślin samopylnych
Metoda rodowodowa – po skrzyżowaniu homozygotycznych roślin rodzicielskich otrzymuje się heterozygotyczne pokolenie F1. W pokoleniu F2 przeprowadza się ostrą selekcję pojedynków. Ich nasiona (pokolenie F3) wysiewa się w długich rzędach. Każdy rząd to potomstwo z nasion pojedynczej rośliny F2, wykazujące jeszcze znaczną heterogeniczność i heterozygotyczność – jest to tzw. rodzina. Jednolitość roślin w obrębie rodziny osiągana jest zwykle w pokoleniu F5 lub F6; jednocześnie widoczne są większe różnice między rzędami. Najlepsze linie są kandydatami na odmiany. Wadą metody jest pracochłonność.
Metoda ramszów – metoda ta polega na kilkakrotnym rozmnażaniu mieszańcowego materiału (od pokolenia F1 do F6-F8) bez selekcji. Selekcja we wczesnych pokoleniach mieszańcowych roślin samopłodnych jest bowiem nieskuteczna ze względu na heterozygotyczność, a przez to występowanie w potomstwie niepożądanych rozszczepień. Każde następne pokolenie zmniejsza o połowę udział heterozygot. Następnie stosuje się selekcję indywidualną. Wadą metody jest dłuższy czas wyhodowania odmiany.
Metoda pojedynczych nasion – w tej metodzie z pokolenia F2 zbiera się po jednym nasieniu, podobnie w następnych pokoleniach aż do osiągnięcia wysokiego poziomu homozygotyczności. Wysiewa się wtedy rośliny punktowo i poddaje selekcji. Homozygotyczne rośliny zachowują zakres zmienności pokolenia F2, ponieważ stanowią potomstwa wszystkich segregantów z tego pokolenia.
Krzyżowanie wypierające – polega na wielokrotnym krzyżowaniu potomstwa z jednym z rodziców (krzyżowanie wsteczne) i pozwala na wprowadzenie jednej cennej cechy dzikiej lub prymitywnej odmiany do istniejącej cennej odmiany bez pogorszenia jej wartości gospodarczej. Nową odmianę osiąga się po 6-8 krzyżowaniach wypierających niekorzystne cechy dawcy i ewentualnym samozapyleniu mieszańca w celu uzyskania jej w postaci homozygotycznej. W ten sposób można przenosić m.in. cechy odporności. W wyniku krzyżowania wypierającego uzyskano recesywną cechę jednonasienności buraków uprawnych przeniesioną z rośliny o bardzo niskiej wartości gospodarczej.

### Hodowla roślin obcopylnych
W hodowli roślin obcopylnych istotny jest nie tyle genotyp pojedynczej rośliny, co skład genetyczny całej populacji roślin oraz możliwość jego zmiany. W warunkach naturalnych charakteryzują się losowym zapyleniem w obrębie populacji. W hodowli niezbędne jest stosowanie izolowania roślin. Wyróżnia się izolację przestrzenną (np. naturalne przeszkody, rośliny parawanowe), czasową (przemienne kwitnienie roślin dwuletnich) i techniczną (np. torebki pergaminowe zakładane na kwiaty lub kwiatostany).

#### Metody hodowli roślin obcopylnych
Metoda selekcji masowej – prosta, mało pracochłonna selekcja fenotypowa. Nie występuje ocena potomstwa, przez co nie da się wyeliminować wpływu środowiska. Najbardziej efektywna jest w przypadku dziedziczenia monogenicznego oraz gdy pożądana cecha warunkowana jest genem recesywnym, a eliminowana z populacji – genem dominującym.
Metoda indywidualno-rodowodowa – rośliny wybierane są w selekcji fenotypowej, ale otrzymane nasiona wysiewa się oddzielnie. Umożliwia to ocenę dziedziczenia korzystnych cech z pominięciem wpływu środowiska na fenotyp. Sposób postępowania przypomina metodą rodowodową u roślin samopylnych, ale rośliny zapylane są mieszaniną pyłku wszystkich roślin na polu. Otrzymane z pojedynków rody można rozmnażać, stosując izolację parawanową między nimi. Najlepsze rody, po określonej liczbie pokoleń, łączy się ze sobą w celu odtworzenia heterozygotyczności. Metoda indywidualno-rodowodowa jest najskuteczniejsza, gdy selekcji można dokonać przed kwitnieniem, zanim niekorzystne pojedynki wytworzą pyłek. Stosowana jest dlatego głównie w hodowli roślin dwuletnich.
Metoda rezerw – w tej metodzie nasiona zebrane w pierwszym roku z pojedynków dzieli się na dwie części. Jedną część siewa się w celu oceny potomstwa, a drugą pozostawia w rezerwie. W następnym roku wysiewa się przechowywane nasiona tylko najlepszych pojedynków. W ten sposób do pylenia dopuszcza się tylko te formy, które dają najlepsze potomstwo. Selekcja ta może być powtarzana w kolejnych cyklach. Mimo dwuletniego cyklu selekcyjnego, postęp hodowlany jest szybszy niż w metodzie rodowodowej.
Krzyżowanie wypierające – metoda podobna jest jak w przypadku roślin samopylnych. W celu utrzymania heterozygotyczności konieczne jest krzyżowanie z dużą liczbą roślin ulepszanej populacji.